# Aphycus atratulus
Aphycus atratulus är en stekelart som beskrevs av Hoffer 1954. Aphycus atratulus ingår i släktet Aphycus och familjen sköldlussteklar.
Artens utbredningsområde är Tjeckien. Inga underarter finns listade i Catalogue of Life.